# Margaretha Kettler (1400-1455)

Wapen Kettler / von Ketteler

Margaretha Kettler ook bekend als Martha of Mette Kettler (1400-1455) vrouwe op het Gut Schurenbecke. Zij was was een dochter van Rutger III Ketteler heer van Assen, Mellrich en Hovestadt (1346-1418) en Elisabeth (Elseke) von Plettenberg (1370-1420)
Zij trouwde in 1420 met Hendrik von Hoberg heer te Tatenhausen (1390 - Soest, 14 juli 1444). In 1438 wordt hij door Johann Stecke abt van Werden beleend met het hof Schurenbecke bij Hovestadt. Het hof Schurenbecke werd door zijn vrouw ingebracht in het huwelijk. Hij was een zoon van Reineke von Hoberg zu Tatenhausen en Pelleke von dem Wolde.
Uit haar huwelijk zijn de volgende kinderen geboren:
- Reineke von Hoberg heer van Tatenhausen (ca. 1426 - voor 1471). Hij trouwde met NN von Nagel.
- Rutger Hoberg heer von Schurenbecke. In 1448 wordt hij door Johann Stecke abt van Werden beleent met het hof Schurenbecke bij Hovestadt in het kerspel Oestinghausen[3].
- Johan von Hoberg burgman van Hovestadt (1425-1456). Hij trouwde ca. 1455 met Ursula Vogt van Elspe (1430-). Zij was een dochter van Wilm Pepersack voogd van Elspe (Wilhelm von Elsepe Voget) heer in Hundem (1400-1484) die getrouwd was met een dochter van Wedekind von Heygen zu Ewig. Uit zijn huwelijk zijn de volgende kinderen geboren:
  - Elisabeth von Hoberg zu Hovestadt
- Christine von Hoberg (1430-1465). Zij trouwde in 1450 met Diederik von Plettenberg (1425-1491). Hij was een zoon van Walter IV von Plettenberg en Mechteld von Schorlemer. Het geslacht von Plettenberg en von Schorlemer behoort tot de Duitse Uradel.

Wapen von Plettenberg
Stamwapen von Schorlemer
Vrijheer von Schorlemer